# Carrie Brady
Carrie Brady is een personage uit de soapserie Days of our Lives. De rol werd al door drie verschillende actrices gespeeld. Andrea Barber nam de rol op toen ze zes jaar was in 1982 en bleef tot 1986. Dan nam de 13-jarige Christie Clark de rol over in 1986 en bleef tot 1990, ze werd vervangen door de 20-jarige Tracy Middendorf die tot 1993 bleef. Nadat Middendorf vertrok nam Clark opnieuw de rol op en zo verjongde het personage voor de eerste keer. Clark bleef tot 1999. In december 2005 werd ze teruggehaald naar de serie en bleef tot oktober 2006. De nieuwe hoofdschrijver van Days vond de verhaallijn van Carrie en Austin niet veel en schreef hen daardoor uit de serie.